# Мациєвська Тетяна Володимирівна
Тетяна-Анастасія Володимирівна Мациє́вська (позивний — Стіч; 18 квітня 2001, смт Івано-Франкове, Львівська область — 9 січня 2023, біля с-ща Диліївка, Донецька область) — українська військовослужбовиця, сержант (посмертно), розвідник 24 ОМБр Збройних сил України, учасниця російсько-української війни. Кавалер ордена «За мужність» I ступеня (2023, посмертно, за словами чоловіка).

## Життєпис
Тетяна Мациєвська народилася 18 квітня 2001 року в смт Івано-Франкове, нині Івано-Франківської громади Яворівського району Львівської области України.
Розвідниця 24-ї окремої механізованої бригади.
Загинула 9 січня 2023 року під час несення бойового чергування біля селища Диліївка на Донеччині внаслідок ураження ударним БПЛА «Шахед».
Похована 21 січня 2023 року в родинному селищі.
Залишилися чоловік, мама, дві сестри та брат.

## Військові звання
- сержант (2023, посмертно, за словами чоловіка),
- молодший сержант.